# Castello di Baldissero Canavese
Il Castello di Baldissero Canavese è un antico castello situato nel comune di Baldissero Canavese in Piemonte.

## Storia
Il castello, forse edificato riadattando una precedente fortificazione esistente sulla medesima collina, è menzionato per la prima volta in documenti pubblici del 1190. All'epoca era proprietà di Oberto di Castel Romano, ma nel 1253 passò ai Conti di San Martino, che ne mantennero il possesso fino alla fine del XVII secolo. Verso la fine del XIV secolo, durante la rivolta dei Tuchini, il castello subì gravi danni, venendo successivamente ricostruito e ampliato. Con l’estinzione della linea principale dei San Martino, il castello passò per matrimonio ai Ripa di Gaglione e Meana. Dai Ripa di Meana il castello passò in seguito al Conte Giuseppe Adami di Bergolo che lo vendette al francese Conte Dorè, dal quale passò poi a Stefano Brossa, il quale a sua volta lo vendette nel 1858 al Cavaliere Felice Oddone di Feletto. Nel corso del XVIII secolo I Ripa di Meana e la famiglia Oddone di Feletto trasformarono il castello accentuandone i caratteri residenziali. Nel 1888, l’ingegnere navale e ammiraglio Giacinto Pullino, noto per aver progettato il primo sommergibile della Marina Italiana, il Delfino, acquistò e ampliò ulteriormente il castello.